# Стеде-Брук
Стеде-Брук (нидерл. Stede Broec) — община в нидерландской провинции Северная Голландия. Расположена к северу от Амстердама. Площадь общины — 16,42 км², из них 14,77 км² составляет суша. Население по данным на 1 января 2007 года — 21 343 человека. Средняя плотность населения — 1299,8 чел/км². Название общины происходит от слов «stede» (город) и «broec» (болото).
На территории общины находятся следующие населённые пункты: Бовенкарспел, Брукерхавен, Гротебрук и Лютьебрук.